# ラデク・チェルニー
ラデク・チェルニー（Radek Černý, 1974年2月18日 - ）は、チェコ・プラハ出身の元同国代表サッカー選手。現役時代のポジションはゴールキーパー。

## 経歴
2004-05シーズンのアストン・ヴィラFC戦で負傷したポール・ロビンソンに代わって出場し、プレミアリーグデビューを果たす。だが、その後は控えGKとして年数試合程度の出場にとどまっていた。しかし、2007-08シーズンに監督交代（マルティン・ヨル→フアンデ・ラモス）とロビンソンの不振によってカーリング・カップのアーセナルFC戦に出場して好プレーを披露すると、それ以降の試合でもロビンソン顔負けの好セーブと安定感を披露し完全にポジションを奪い、ロビンソンをブラックバーン・ローヴァーズFC移籍へと追いやった。
エウレリョ・ゴメスの加入によって、2008-09シーズンより同じロンドンに本拠地を置くクイーンズ・パーク・レンジャーズFCに所属する。2013年に古巣であるSKスラヴィア・プラハに復帰。1年間プレーし、シーズン終了後に現役を引退した。

## 所属クラブ
- SKディナモ・チェスケー・ブジェヨヴィツェ 1993-1995
- FKウニオン・ヘプ 1995-1996
- SKスラヴィア・プラハ 1996-2008

→  トッテナム・ホットスパーFC（ローン移籍） 2005
- トッテナム・ホットスパーFC 2005-2008
- クイーンズ・パーク・レンジャーズFC 2008-2013
- SKスラヴィア・プラハ 2013-2014

## タイトル
トッテナム
- フットボールリーグカップ : 2007-08

QPR
- フットボールリーグ・チャンピオンシップ : 2010-2011